# صديقها قاطع طريق
صديقها قاطع طريق (بالإنجليزية: Her Friend the Bandit)‏، يعرف أيضا بأسم (مغازل مابل)، وهو فيلم كوميدي أمريكي صامت من عام 1914 بطولة وإخراج كل من تشارلي تشابلن ومابل نورماند، تم إنتاجه في استوديوهات كيستون. يعتبر هذا الفيلم بالإضافة إلى فيلم امرأه البحر من الأفلام المفقودة لتشابلن ولا توجد أي نسخة منها حاليًا.

## القصة
يلعب تشارلي دور قاطع طريق أنيق تغازله مابل أثناء استضافتها لحفلة. يحضر تشارلي بصفته كونتًا فرنسيًا (الكونت دي بينز). يصدم سلوك "تشارلي" الفظيع ضيوف الحفل الآخرين. في النهاية يُستدعى رجال شرطة كيستون ويخرجوا تشارلي من الحفلة.

## طاقم التمثيل
- تشارلي تشابلن - قاطع الطريق
- مابل نورماند - مابل
- تشارلز موراي - الكونت دي بينز

## وصلات خارجية
- صديقها قاطع طريق على موقع IMDb (الإنجليزية)
- صديقها قاطع طريق على موقع روتن توميتوز (الإنجليزية)
- صديقها قاطع طريق على موقع ألو سيني (الفرنسية)
- صديقها قاطع طريق على موقع Turner Classic Movies (الإنجليزية)
- صديقها قاطع طريق على موقع أول موفي (الإنجليزية)
- صديقها قاطع طريق على موقع فيلمافينيتي (الإسبانية)
- صديقها قاطع طريق على موقع قاعدة بيانات الأفلام السويدية (السويدية)
- صديقها قاطع طريق على موقع قاعدة بيانات الفيلم (الإنجليزية)
- صديقها قاطع طريق على موقع ليتربوكسد (الإنجليزية)
- صديقها قاطع طريق على موقع كينوبويسك (الروسية)
- Progressive Silent Film List: Her Friend the Bandit at silentera.com